# Osteopilus ocellatus
Osteopilus ocellatus é uma espécie de anfíbio anuro da família Hylidae. Está presente na Jamaica. A UICN classificou-a como pouco preocupante.